# Ronald George Wreyford Norrish
Ronald George Wreyford Norrish FRS (født 9. november 1897, død 7. juni 1978) var en britisk kemiker. Sammen med Manfred Eigen og George Porter modtog han nobelprisen i kemi i 1967 for deres arbejde med at måle hurtige kemiske reaktioner.